# Oude Sint-Agathakerk (Sint-Agatha-Berchem)
De Oude Sint-Agathakerk (Frans: Ancienne église Sainte-Agathe) is een voormalig kerkgebouw, gelegen aan Groendreefstraat 1 in de Belgische gemeente Sint-Agatha-Berchem.
Het is een eenvoudig, natuurstenen kerkje onder zadeldak met een verlaagd koor. Op de voorgevel bevindt zich een vierkant torentje, gedekt door tentdak. De kerk is van 1744, het torentje is ouder.
Het kerkje werd van 1972-1974 geheel gerestaureerd en doet tegenwoordig dienst als cultureel centrum.